# Sylvia Melland
Sylvia Melland (1906-1993) foi uma pintora e gravurista britânica.

## Infância e educação
Melland nasceu em Altrincham, Cheshire. Ela estudou no Manchester College of Art, na Escola Byam Shaw (de 1925 a 1928), na Euston Road School (entre 1937 e 1939) e na Central School (entre 1957 e 1960).

## Carreira
Melland começou a sua carreira artística como pintora, mas mudou-se inteiramente para a gravura na década de 1960. Melland era membro da Associação Internacional de Artistas, um grupo antifascista.
O seu trabalho encontra-se incluído nas colecções da Manchester Art Gallery, do British Museum e do Tate Museum.